# Rhinanthus
Rhinanthus  L. 1753 è un genere di piante spermatofite dicotiledoni appartenenti alla famiglia delle Orobanchaceae (tribù Rhinantheae), dall'aspetto di piccole erbacee annuali dai delicati fiori gialli.

## Etimologia
Il nome del genere (Rhinanthus) è stato assegnato dal biologo e scrittore svedese Carl von Linné (Rashult, 23 maggio 1707 – Uppsala, 10 gennaio 1778) nel 1737, e pubblicato nel 1753, accostando due termini greci : rhin o rhinòs (= naso) e ànthos (= fiore), e fa riferimento alla particolare forma del fiore (fiore nasuto). Il nome comune (cresta di gallo), fa riferimento ad una certa somiglianza che il fiore presenta con la testa del gallo, in particolare le brattee seghettate ricordano la cresta del pennuto.

## Descrizione

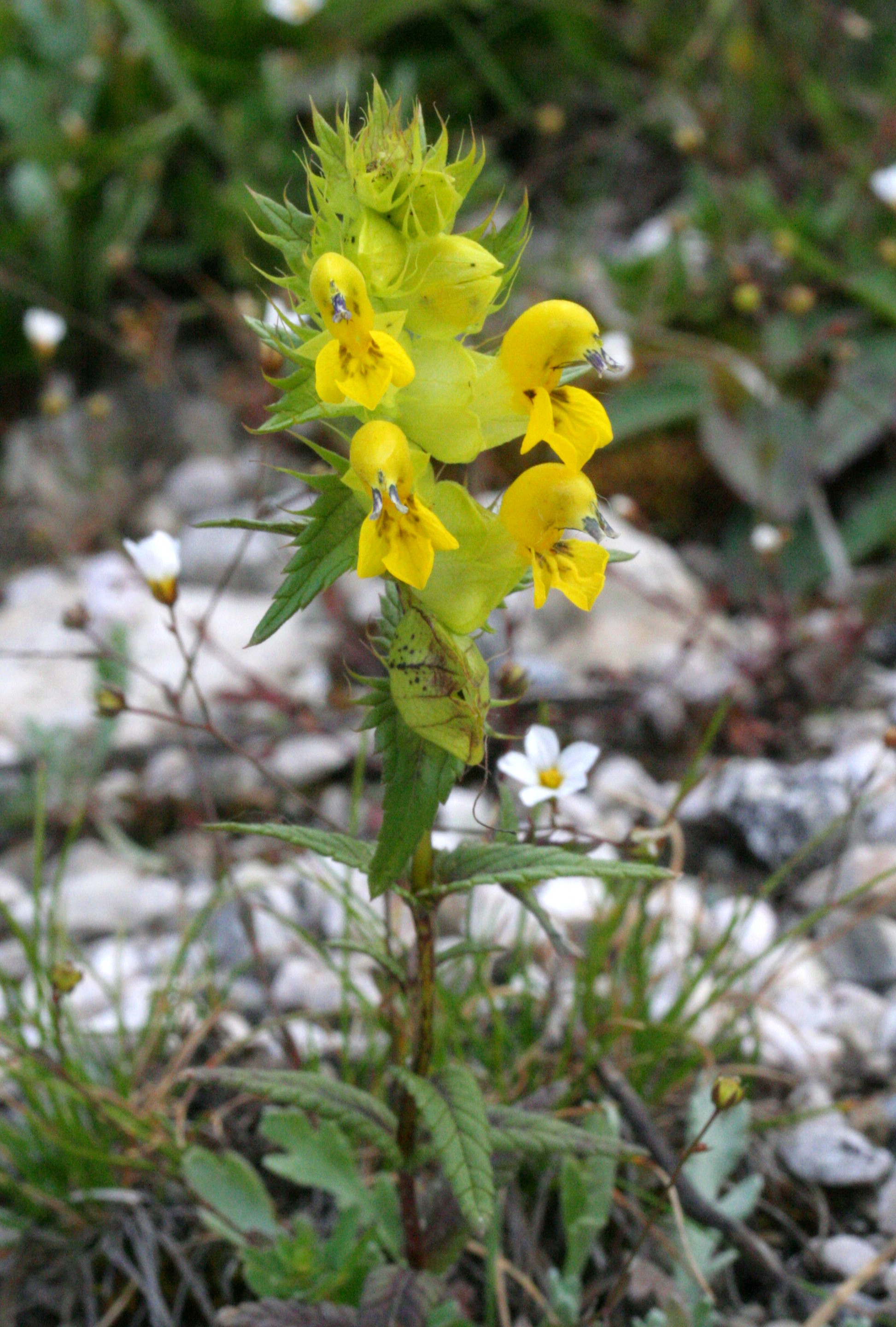
Il portamento.
Rhinanthus alpinus
Località : Passo di Falzarego, Cortina (BL), 2105 m s.l.m. - 4/8/2008

L'altezza media di queste piante varia da 10 a 50 cm. La forma biologica prevalente è terofita scaposa (T scap), sono piante erbacee che differiscono dalle altre forme biologiche poiché, essendo annuali, superano la stagione avversa sotto forma di seme, sono inoltre munite di asse fiorale eretto con poche foglie. Sono inoltre piante semiparassite (ossia contengono ancora clorofilla) e sono provviste di uno o più austori connessi alle radici ospiti per ricavare sostanze nutritive.

### Radici
Le radici sono tipo fittone.

### Fusto
La parte aerea del fusto è eretta e variamente ramosa. Alla base può essere ginocchiata e la superficie può essere percorsa da strie scure più o meno pubescenti.

### Foglie

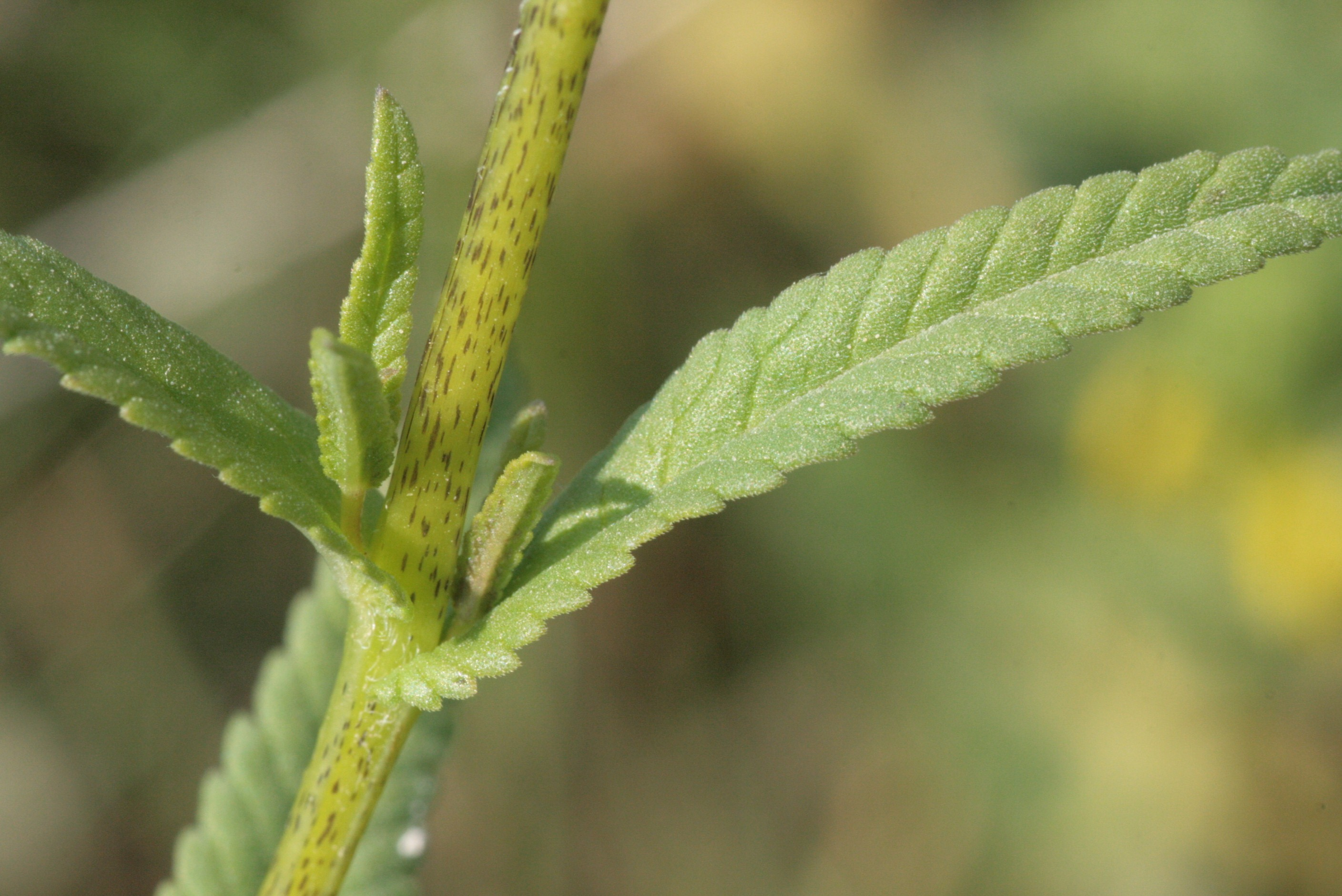
Le foglie
Rhinanthus serotinus

La forma delle foglie varia da lanceolata a ovata oppure sono quasi lineari con margini dentati (quasi seghettati); sono sessili e lungo il fusto sono disposte in modo opposto. Dimensioni medie delle foglie tipo lanceolato: larghezza 7 – 15 mm; lunghezza 20 – 40 mm. Dimensioni medie delle foglie tipo ovato: larghezza 15 mm; lunghezza 25 mm. Dimensioni medie delle foglie tipo lineare: larghezza 3 mm; lunghezza 24 mm. 

### Infiorescenza
L'infiorescenza si presenta come un racemo terminale “spiciforme” (con fiori sessili o con brevissimi peduncoli), foglioso con grandi brattee glabre o pubescenti a forma triangolare. Il margine delle brattee è percorso da una serie di denti acuti tipo sega e sono oppure no aristati;  le brattee sono più o meno lunghe come il calice del rispettivo fiore (spesso però sono più lunghe). I denti sono lunghi fino a 5 – 8 mm e quelli inferiori sono più lunghi di quelli superiori. I fiori all'antesi sono contigui, mentre alla fruttificazione quelli inferiori sono più spaziati. Lunghezza del peduncolo: 1 – 2 mm. Lunghezza delle brattee: 10 – 20 mm.

### Fiore

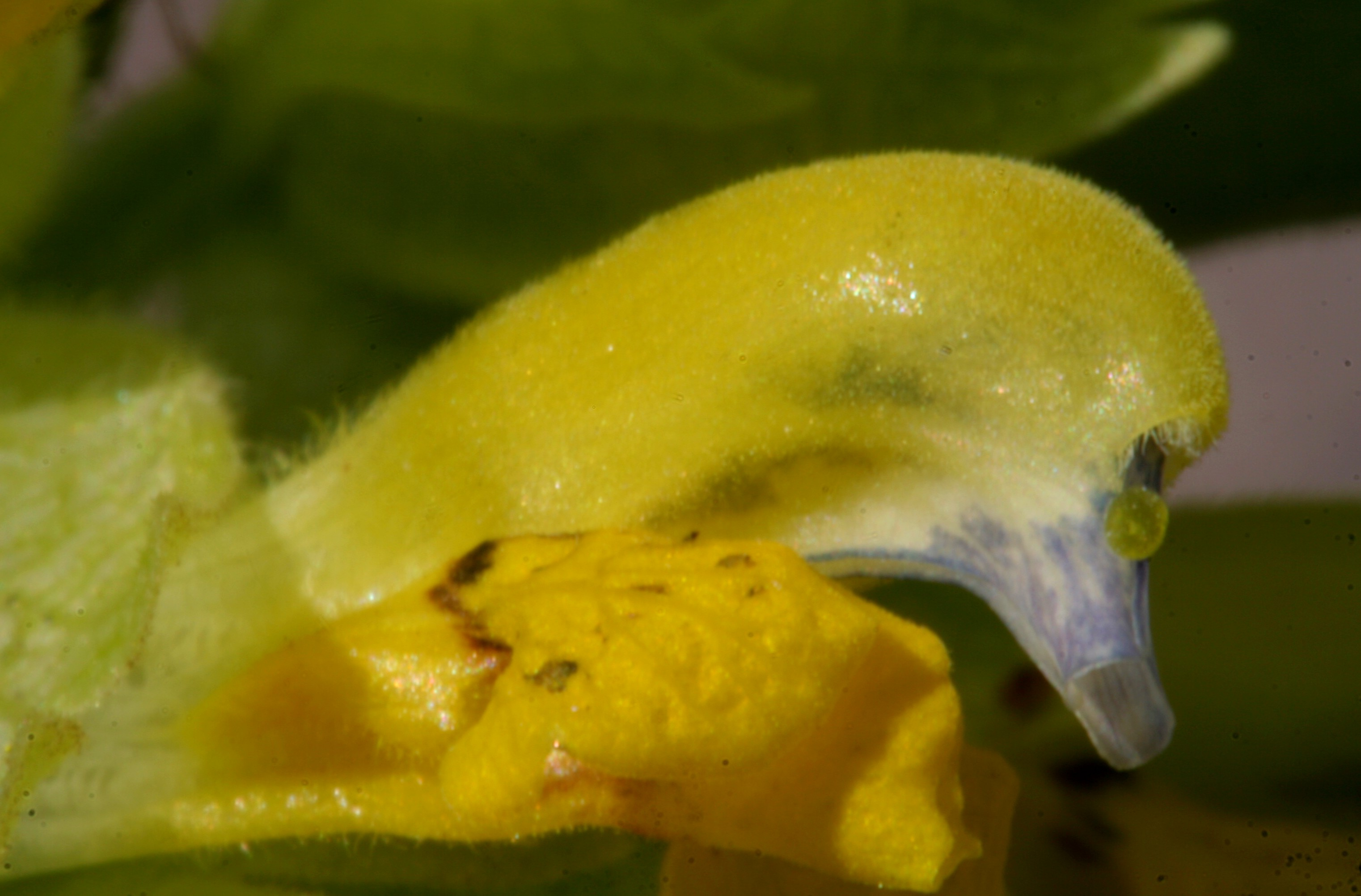
La corolla
Rhinanthus alectorolophus
Località Cortina (BL), 1400 m s.l.m. - 4/8/2008

I fiori sono ermafroditi, zigomorfi (del tipo bilabiato), con quattro verticilli (calice – corolla - androceo – gineceo) e pentameri (la corolla è a 5 parti). Lunghezza totale del fiore: 16 – 20 mm.
- Formula fiorale: per questa pianta viene indicata la seguente formula fiorale:

X, K (4), [C (2+3), A 2+2], G (2), (supero), capsula
- Calice: il calice è gamosepalo, a quattro parti ravvicinate terminanti con dei denti; la superficie è glabra oppure pubescente; il calice ha una forma ovale allargata ma compresso ai lati. Dimensione del calice: larghezza 6 mm; lunghezza 7 – 8 mm. Lunghezza dei denti: 2 mm.
- Corolla: la corolla è simpetala, di colore giallo chiaro, e consiste in un tubo cilindrico terminante in un lembo bilabiato; dei due labbri quello inferiore (che è più corto) è trilobato, mentre quello superiore assume la forma di un caschetto schiacciato ai lati; all'estremità apicale è presente un naso violaceo conico lungo 0,5 – 2 mm. Le fauci (la zona di separazione tra il labbro superiore e quello inferiore) possono essere chiuse (corolla di tipo “cleistolema” - vedi immagine più sotto) oppure aperte (corolla di tipo “anectolema”). Dimensione della corolla : 13 – 20 mm.
- Androceo: l'androceo possiede quattro stami didinami (due grandi e due piccoli), quelli grandi sono posizionati sotto il caschetto della corolla e sono più dritti. Le antere sono disposte trasversalmente e hanno la superficie vellutata; sono provviste di due logge più o meno uguali. Le sacche polliniche hanno l'estremità inferiore a forma di freccia.[6]
- Gineceo: l'ovario è supero formato da due carpelli (è quindi biloculare, derivato dai due carpelli iniziali), ma con pochi ovuli) ed ha una forma schiacciata; lo stilo è del tipo filiforme e leggermente curvo; lo stigma è capitato del tipo bilobo.

### Frutti

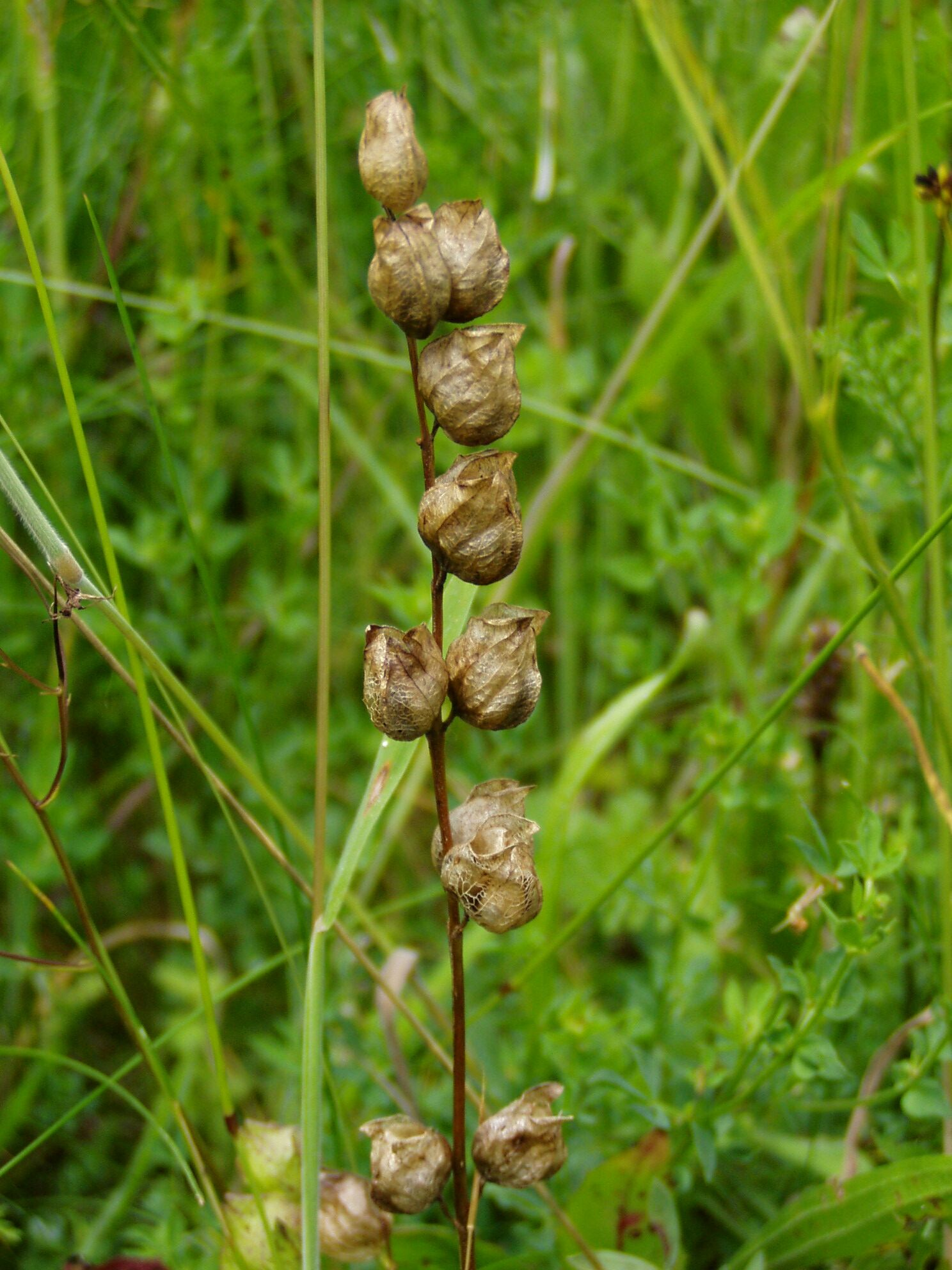
I frutti
Rhinanthus minor

Il frutto è contenuto nel calice (persistente e accrescente) ed ha la struttura di una capsula mucronata a deiscenza variabile e con superficie glabra. La forma è arrotondata ma appiattita ai lati. Nel suo interno sono presenti delle logge che si aprono tramite due valve. Nelle logge sono contenuti i semi reniformi provvisti di endosperma, abbastanza grandi ma compressi quasi discoidali e circondati da un'ala traslucida. Diametro dei semi: 3 – 4 mm.

## Riproduzione
- Impollinazione: l'impollinazione avviene tramite insetti (impollinazione entomogama).
- Riproduzione: la fecondazione avviene fondamentalmente tramite l'impollinazione dei fiori (vedi sopra).
- Dispersione: i semi cadendo a terra sono successivamente dispersi soprattutto da insetti tipo formiche (disseminazione mirmecoria).

In queste piante il semiparassitismo è tale per cui anche i semi per germogliare hanno bisogno della presenza delle radici della pianta ospite; altrimenti le giovani piantine sono destinate ad una precoce degenerazione.

## Distribuzione e habitat
Le specie di questo genere sono distribuite in Europa, Asia settentrionale e Nord America, con la maggiore diversità di specie (circa 30 specie) in Europa.

### Distribuzione alpina
Delle specie spontanee in Italia la maggioranza (13) sono quelle che vivono sull'arco alpino. La tabella seguente mette in evidenza alcuni dati relativi all'habitat, al substrato e alla diffusione delle specie alpine.
| Specie            | Comunità vegetali | Piani vegetazionali         | Substrato | pH            | Livello trofico | H2O   | Ambiente          | Zona alpina                          |
| ----------------- | ----------------- | --------------------------- | --------- | ------------- | --------------- | ----- | ----------------- | ------------------------------------ |
| R. alectorolophus | 11                | collinare montano subalpino | Ca Si     | basico        | medio           | medio | B1 F2 F3          | tutto l'arco alpino                  |
| R. alpinus        | 11                | montano subalpino alpino    | Si        | acido         | medio           | medio | F3                | BL? UD?                              |
| R. antiquus       | 10                | subalpino alpino            | Ca Ca-Si  | neutro        | basso           | medio | F3 F5             | CO SO BG BS                          |
| R. burnatii       | 11                | montano subalpino           | Ca Ca-Si  | basico        | medio           | secco | B6 F2 F3          | CN                                   |
| R. carinthiacus   | 10                | montano subalpino           | Ca-Si Si  | neutro        | basso           | medio | C1 F5 G1 G2       | UD?                                  |
| R. freynii        | 9                 | montano subalpino           | Ca-Si Si  | basico        | medio           | medio | F2 F3             | TN BZ BL UD                          |
| R. glacialis      | 10                | subalpino alpino            | Ca Si     | neutro-basico | basso           | medio | F3 F5 G1          | tutto l'arco alpino (escl. VA CO BS) |
| R. mediterraneus  | 11                | collinare montano subalpino | Ca Si     | basico        | medio           | medio | F2 F3             | CN                                   |
| R. minor          | 11                | collinare montano subalpino | Ca Si     | neutro        | basso           | medio | F3 F5             | tutto l'arco alpino (escl. VA BG)    |
| R. ovifugus       | 11                | montano subalpino           | Ca Si     | neutro        | medio           | medio | F2 F3 F5          | CN TO AO VC NO BG                    |
| R. pampaninii     | 9                 | collinare montano           | Ca Ca-Si  | basico        | basso           | medio | F2 F7 G4          | BL PN UD                             |
| R. serotinus      | 11                | collinare                   | Ca Si     | neutro        | medio           | medio | F3                | CN? BL?                              |
| R. songeonii      | 11                | montano                     | Ca        | basico        | basso           | medio | B6 C3 F2 F3 F7 G4 | BG BS TN                             |

Legenda e note alla tabella.

Per il “substrato” con “Ca/Si” si intendono rocce di carattere intermedio (calcari silicei e simili); vengono prese in considerazione solo le zone alpine del territorio italiano (sono indicate le sigle delle province).
Comunità vegetali:
3 = comunità delle fessure, delle rupi e dei ghiaioni
9 = comunità a emicriptofite e camefite delle praterie rase magre secche
10 = comunità delle praterie rase dei piani subalpino e alpino con dominanza di emicriptofite
11 = comunità delle macro- e megaforbie terrestri
Ambienti:
B1 = campi, colture e incolti
B6 = tagli rasi forestali, schiarite, strade forestali
C1 = ambienti sabbiosi, affioramenti rocciosi
C3 = ghiaioni, morene e pietraie
F2 = praterie rase, prati e pascoli dal piano collinare al subalpino
F3 = prati e pascoli mesofili e igrofili
F5 = praterie rase subalpine e alpine
F7 = margini erbacei dei boschi
G1 = lande e popolamenti a lavanda
G2 = praterie rase dal piano collinare a quello alpino
G4 = arbusteti e margini dei boschi

## Tassonomia
La famiglia di appartenenza della specie (Orobanchaceae) comprende soprattutto piante erbacee perenni e annuali semiparassite (ossia contengono ancora clorofilla a parte qualche genere completamente parassita) con uno o più austori connessi alle radici ospiti. È una famiglia abbastanza numerosa con circa 60 - 90 generi e oltre 1700 - 2000 specie (il numero dei generi e delle specie dipende dai vari metodi di classificazione) distribuiti in tutti i continenti. Il genere Rhinanthus comprende circa 30-40 specie distribuite in Europa, Asia settentrionale e Nord America, con la maggiore diversità di specie (circa 30 specie) in Europa, di cui almeno 17 sono presenti nella flora spontanea italiana.

### Filogenesi

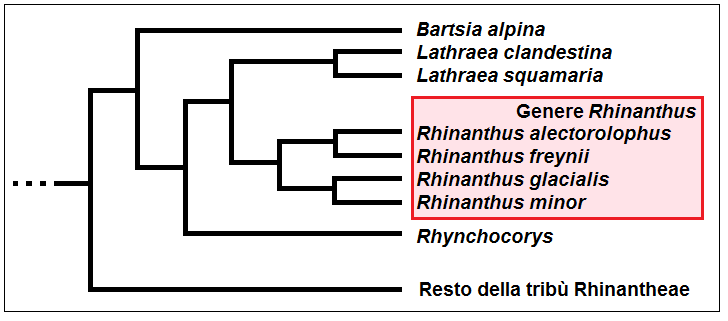
Cladogramma del genere

La classificazione tassonomica del genere è in via di definizione in quanto fino a poco tempo fa il suo genere apparteneva alla famiglia delle Scrophulariaceae (secondo la classificazione ormai classica di Cronquist), mentre ora con i nuovi sistemi di classificazione filogenetica (classificazione APG) è stata assegnata alla famiglia delle Orobanchaceae; anche i livelli superiori sono cambiati (vedi box tassonomico in alto a destra).
Secondo una recente ricerca di tipo filogenetico la famiglia Orobanchaceae è composta da 6 cladi principali nidificati uno all'interno dell'altro. Il genere Rhinanthus si trova nel penultimo clade più interno (relativo alla tribù Rhinantheae) insieme ai generi Bartsia, Lathraea, Parentucellia, Rhynchocorys, Odontites, Euphrasia, Tozzia e Melampyrum. In particolare nella ricerca citata è risultato che Rhinanthus è “gruppo fratello” di alcune specie del genere  Lathraea (L. squamria e L. clandestina); a sua volta questo clade è “gruppo fratello” del genere Rhynchocorys e quindi del resto della tribù.
Il cladogramma a lato, tratto dallo studio citato e semplificato, mostra l'attuale conoscenza filogenetica di alcune specie del genere.

### Variabilità

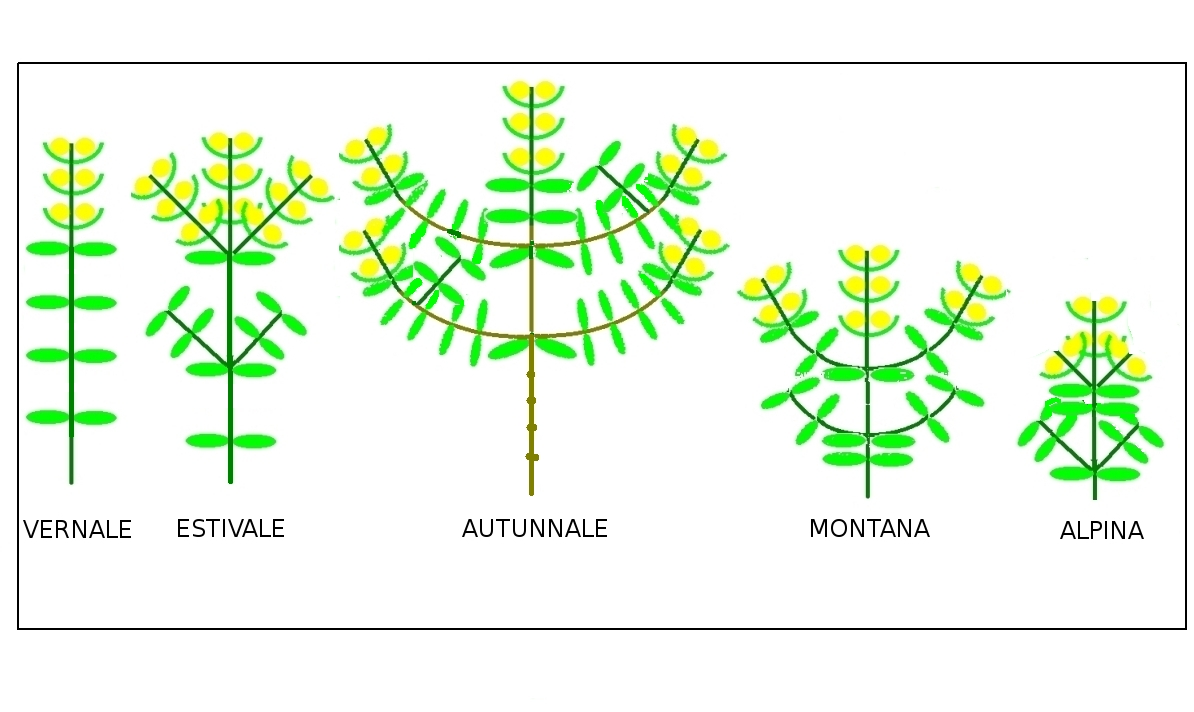
Polimorfismo stagionale

Rhinanthus viene considerato uno dei generi più polimorfi delle dicotiledoni. Spesso nelRhinanthus si presenta il fenomeno del polimorfismo stagionale (vedi figura a lato e spiegazione seguente): 
- vernale (o fioritura precoce - primaverile): le piante si presentano slanciate con fusti elevati ma poco ramosi (brevi e sterili); tutte le foglie sono presenti alla fioritura; gli internodi sono più lunghi delle foglie corrispondenti; le foglie intercalari (appena sotto l'infiorescenza) sono assenti;
- estivale (fioritura estiva): i fusti sono elevati e si ha un progressivo addensamento dei rami e delle foglie (2 - 4 paia di rami fioriferi); tutte le foglie sono presenti alla fioritura; gli internodi sono più lunghi delle foglie corrispondenti; le foglie intercalari (appena sotto l'infiorescenza) sono assenti (o 1 - 2 paia);
- autunnale (fioritura tradiva): i fusti sono elevati con numerosi rami fioriferi a portamento arcuato-ascendente; le foglie inferiori sono scomparse alla fioritura; gli internodi sono più corti delle foglie corrispondenti; le foglie intercalari sono numerose;
- "monomorfa" (forma tipicamente montana dove la stagione della fioritura - solo quella estiva - è più breve): con fusti bassi a portamento contratto con pochi rami; le foglie sono tutte presenti alla fioritura; gli internodi sono più corti delle foglie corrispondenti;  le foglie intercalari (appena sotto l'infiorescenza) sono assenti (o 1  - 2 paia); la distribuzione è soprattutto nella fascia subalpina;
- alpina (fioritura strettamente estiva): con fusti nani, molto contratti, pochi e brevi rami spesso sterili;  tutte le foglie sono presenti alla fioritura;  gli internodi sono più corti delle foglie corrispondenti;  le foglie intercalari sono numerose; la distribuzione è soprattutto nella fascia alpina.

Questo fenomeno può essere almeno in parte spiegato con la falciatura dei prati fatta in primavera e/o in autunno favorendo così una selezione di ecotipi precoci o tardivi.

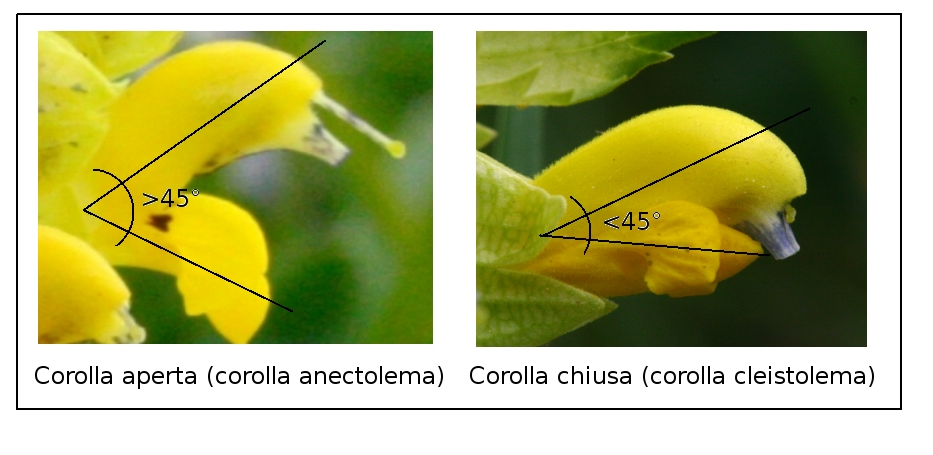
Diverse forme di corolla

Anche la corolla in questo genere di fiori può presentarsi con due forme diverse: 
- corolla anectolema (= corolla a fauci aperte): le labbra divergono fra loro da 45°a 90°; il naso è rivolto in avanti e il tubo corollino è ricurvo.
- corolla cleistolema (= corolla a fauci chiuse): le labbra sono quasi parallele; il naso è rivolto in basso e il tubo corollino è quasi diritto.

Un altro problema di classificazione è derivato dal fatto che le specie di questo genere vivendo di vita parassitica o semiparassitica sulle radici di diverse piante erbacee (impiantandovi i loro piccoli “succhiatoi”) devono adattarsi morfologicamente al loro ospite.
È comprensibile quindi che il numero di specie varia da flora a flora secondo che si consideri ogni variante una specie a sé oppure che ai vari caratteri non si riconoscano distinzione specifica perché rientrano in una sorta di massima fluttuazione morfologica. Pignatti nella sua “Flora d'Italia” preferisce definire questi tipi morfologici delle forme stagionali, più che sottospecie, e per ogni specie “linneana” ben definita individua una “triplice stratificazione” :
- (a) caratteri a volte non molto evidenti, ma costanti e legati dal punto di vista geografico come tipo di pelosità o apertura delle fauci della corolla;
- (b) forme stagionali (vedere sopra) ma non significative dal punto di vista tassonomico;
- (c) normale variabilità individuale;

Per facilitare la classificazione delle varie specie questo genere è ulteriormente suddiviso in sezioni, alcune delle quali sono elencate qui di seguito:
- Anoectolemi Chabert
- Anomali (Sterneck) Soó
- Brevirostres (Sterneck) Soó
- Cleistolemus Chabert
- Rhinanthus

### Specie spontanee della flora italiana
Per meglio comprendere ed individuare le varie specie del genere (solamente per le specie spontanee della nostra flora) l'elenco che segue utilizza in parte il sistema delle “chiavi analitiche”

#### Chiave generale
- Gruppo 1A: il labbro superiore della corolla ha un naso lungo al massimo 1 mm;

- Gruppo 2A:  i denti della corolla (labbro superiore) sono lunghi più o meno 0,5 mm e formano una protuberanza arrotondata: Gruppo di Rhinanthus minor.
- Gruppo 2B:  i denti della corolla (labbro superiore) sono lunghi al massimo 1 mm ed hanno una forma piramidale e formano con la corolla una protuberanza angolosa (quasi quadrata): Gruppo di Rhinanthus antiquus.

- Gruppo 1B: il labbro superiore della corolla ha un naso conico lungo 1,3 - 2,5 mm (ossia 2 - 3 volte la sua larghezza);

- Gruppo 3A: i denti inferiori delle brattee sono più lunghi di quelli superiori;

- Gruppo 4A: i denti inferiori delle brattee sono aristati e sono lunghi 5 - 8 mm: Gruppo di Rhinanthus glacialis.
- Gruppo 4B: i denti inferiori delle brattee sono aristati e sono lunghi fino a 5 mm e non sono aristati (quelli superiori sono progressivamente più ridotti);

- Gruppo 5A: il calice e anche le brattee sono glabre: Gruppo di Rhinanthus serotinus.
- Gruppo 5B: il calice e anche le brattee sono più o meno tomentose: Gruppo di Rhinanthus mediterraneus.

- Gruppo 3B: i denti delle brattee sono tutti uguali fra di loro: Gruppo di Rhinanthus alectorolophus.

#### Dettaglio dei gruppi
- Gruppo di Rhinanthus minor: i denti della corolla (labbro superiore) sono lunghi più o meno 0,5 mm e formano una protuberanza arrotondata;

Rhinanthus minor L. - Cresta di gallo minore: la corolla è del tipo “anectolema” (fauci aperte); il tipo corologico è Circumboreale; l'habitat tipico per questa specie sono i prati umidi; è presente, ma rara, su tutta l'Italia dal piano fino a 1600 m s.l.m..
Rhinanthus personatus (Behrend.) Bég: la corolla è del tipo “cleistolema” (fauci chiuse); il tipo corologico è Endemico; l'habitat tipico per questa specie sono i prati; è presente, ma rara, solo al centro d'Italia da 800 fino a 1800 m s.l.m..
- Gruppo di Rhinanthus antiquus: i denti della corolla (labbro superiore) sono lunghi al massimo 1 mm ed hanno una forma piramidale e formano con la corolla una protuberanza angolosa (quasi quadrata);

- Gruppo 1A: sia le brattee che il calice sono glabri;

Rhinanthus antiquus (Sterneck) Sch. & Th. - Cresta di gallo bergamasca: il tipo corologico è Subendemico; l'habitat tipico per questa specie sono i pascoli alpini e subalpini; è presente, ma rara, solo al centro delle Alpi da 1800 fino a 2500 m s.l.m..
- Gruppo 1B: le brattee sono pelose (peli semplici misti a peli ghiandolosi);

Rhinanthus wettsteinii (Sterneck) Soò. - Cresta di gallo del Wettstein: il calice si presenta con densi peli ghiandolari; la corolla è del tipo “cleistolema” (fauci chiuse) ed è lunga 18 mm; il tipo corologico è Endemico; l'habitat tipico per questa specie sono i pascoli d'altitudine; è presente, ma rara, solo al sud da 1300 fino a 2400 m s.l.m..
Rhinanthus pseudantiquus Kunz - Cresta di gallo pseudo-antica: il calice è più o meno glabro o con pochi peli semplici; la corolla è del tipo “anectolema” (fauci aperte) ed è lunga 15 mm; il tipo corologico è Endemico; l'habitat tipico per questa specie sono i pascoli subalpini; la sua presenza è da verificare all'estremità occidentale delle Alpi a quote fino a 2050 m s.l.m..
- Gruppo di Rhinanthus glacialis: i denti della corolla (labbro superiore) sono conici e sono lunghi 2-3 volte la loro larghezza; i denti basali delle brattee sono più lunghi di quelli apicali (5 – 8 mm) e sono aristati;

- Gruppo 1A: la corolla è del tipo “anectolema” (fauci aperte);

Rhinanthus glacialis Personnat. - Cresta di gallo aristato: sia le brattee che il calice sono glabri; il tipo corologico è Orofita Sud Est Europeo; l'habitat tipico per questa specie sono i prati e pascoli d'alta montagna; è presente sulle Alpi da 500 fino a 2400 m s.l.m..
Rhinanthus pampaninii Chab. - Cresta di gallo di Pampanini: dei peli ghiandolari sono presenti sia sul calice che sulle brattee; il tipo corologico è Endemico; l'habitat tipico per questa specie sono i prati aridi; è presente sulle Alpi Orientali dal piano fino a 1200 m s.l.m..
- Gruppo 1B: la corolla è del tipo “cleistolema” (fauci chiuse);

- Gruppo 2A: il calice è glabro;

Rhinanthus songeonii Chab. - Cresta di gallo di Songeon: le brattee hanno una forma triangolare e sono acuminate, sono inoltre più lunghe del calice; il tipo corologico è Orofita Sud Europeo; l'habitat tipico per questa specie sono i prati aridi; è presente, ma rara, nelle Alpi Centrali da 500 fino a 1500 m s.l.m..
Rhinanthus ovifugus Chab. - Cresta di gallo rifiutata dagli ovini: le brattee hanno una forma triangolare quasi ovata, sono inoltre lunghe più o meno come il calice; il tipo corologico è Orofita Sud Europeo; l'habitat tipico per questa specie sono i pascoli e le pietraie; è presente, ma rara, al nord da 800 fino a 2500 m s.l.m..
- Gruppo 2B: il calice e le brattee sono tomentose;

(vedere le specie del Gruppo di Rhinanthus mediterraneus).
- Gruppo di Rhinanthus serotinus: i denti della corolla (labbro superiore) sono conici e sono lunghi 2-3 volte la loro larghezza; i denti basali delle brattee sono più lunghi (massimo 5 mm) di quelli apicali che progressivamente sono sempre più brevi; il calice è glabro, e in genere lo sono anche le brattee;

- Gruppo 1A: la corolla è del tipo “cleistolema” (fauci chiuse);

Rhinanthus serotinus (Schönh.) Oborny - Cresta di gallo tardivo: le foglie hanno dei brevi denti crenulati; il tipo corologico è Eurosiberiano; l'habitat tipico per questa specie sono i pascoli umidi su substrato acido; è presente, ma molto rara, nelle Alpi Orientali da 500 fino a 1500 m s.l.m..
- Gruppo 1B : la corolla è del tipo “anectolema” (fauci aperte);

Rhinanthus alpinus Baumg. - Cresta di gallo alpina: sia le brattee che il calice sono glabri; il tipo corologico è Orofita Sud Est Europeo; l'habitat tipico per questa specie sono i prati e pascoli mesofili; è presente, ma molto rara, al confine con la Carinzia da 500 fino a 2500 m s.l.m..
Rhinanthus carinthiacus Widder - Cresta di gallo di Carinzia: sono presenti dei peli ghiandolari sulle brattee e sul calice; il tipo corologico è Endemico; l'habitat tipico per questa specie sono le praterie rase subalpine e rocciose; è presente al confine con la Carinzia da 800 fino a 1800 m s.l.m..
- Gruppo di Rhinanthus mediterraneus: i denti della corolla (labbro superiore) sono conici e sono lunghi 2-3 volte la loro larghezza; i denti basali delle brattee sono più lunghi (massimo 5–8 mm) di quelli apicali che progressivamente sono sempre più brevi; sia il calice che le brattee sono tomentose;

Rhinanthus mediterraneus (Sterneck) Adamovic - Cresta di gallo mediterraneo: la pubescenza è formata unicamente da peli semplici; il tipo corologico è Eurimediterraneo; l'habitat tipico per questa specie sono i prati aridi; si trova raramente al nord-ovest dal piano fino a 1800 m s.l.m..
Rhinanthus burnatii (Chab.) Soò - Cresta di gallo di Burnat: la pubescenza è formata sia da peli semplici che di tipo ghiandolare; il tipo corologico è Eurimediterraneo; l'habitat tipico per questa specie sono i prati; è presente, ma in modo discontinuo, al nord dal piano fino a 1800 m s.l.m..
- Gruppo di Rhinanthus alectorolophus: i denti della corolla (labbro superiore) sono conici e sono lunghi 2-3 volte la loro larghezza; i denti delle brattee sono più o meno uguali fra di loro;

Rhinanthus alectorolophus (Scop.) Pollich - Cresta di gallo comune:  sul calice sono presenti dei peli lanosi lunghi 1 – 1,5 mm; la corolla è del tipo “cleistolema” (fauci chiuse); il tipo corologico è Centroeuropeo; l'habitat tipico per questa specie sono i prati e pascoli; è comune su tutto il territorio dal piano fino a 2000 m s.l.m..
Rhinanthus freynii (Kerner) Fiori - Cresta di gallo di Freyn: sul calice sono presenti dei brevi peli da 0,1 – 0,2 mm; la corolla è del tipo “cleistolema” (fauci chiuse); il tipo corologico è Endemico; l'habitat tipico per questa specie sono i prati e i pascoli; è abbastanza comune sulle Alpi Orientali da 500 fino a 1500 m s.l.m..
Al precedente elenco è da aggiungere la specie Rhinanthus apuanus Soldano, 1992, recentemente definita, con distribuzione Emilia-Romagna e Toscana.

### Specie spontanee europee
In Europa oltre alle specie spontanee della flora italiana, sono presenti le seguenti specie:
- Rhinanthus asperulus (Murb.) Soó, 1929 - Distribuzione: Penisola Balcanica
- Rhinanthus borbasii (Dörfl.) Soó, 1939 - Distribuzione: Europa centrale e Russia
- Rhinanthus colchicus Vassilcz., 1955
- Rhinanthus dinaricus Murb., 1892 - Distribuzione: ex Jugoslavia
- Rhinanthus gracilis Schur, 1859 - Distribuzione: Slovenia, Bulgaria e Romania
- Rhinanthus groenlandicus (Ostenf.) Chabert, 1899 - Distribuzione: Europa (nord-orientale)
- Rhinanthus illyricus (Sterneck) Soó, 1958 - Distribuzione: ex Jugoslavia e Grecia
- Rhinanthus javorkae Soó, 1929 - Distribuzione: Bulgaria
- Rhinanthus melampyroides (Borbás & Degen) Soó, 1958 - Distribuzione: Penisola Balcanica
- Rhinanthus osiliensis (Ronniger & Saarsoo) Vassilcz., 1955 - Distribuzione: Estonia
- Rhinanthus pindicus (Sterneck) Soó, 1958 - Distribuzione: Grecia
- Rhinanthus ponticus Vassilcz., 1955
- Rhinanthus pubescens (Sterneck) Soó, 1929 - Distribuzione: Grecia
- Rhinanthus rumelicus Velen., 1887 - Distribuzione: Germania e Penisola Balcanica
- Rhinanthus schischkinii Vassilcz., 1955
- Rhinanthus sintenisii (Sterneck) Soó - Distribuzione: Albania e Grecia
- Rhinanthus subulatus (Chabert) Soó, 1929 - Distribuzione: Crimea e Armenia
- Rhinanthus vassilchenkoi Ivanina & Karasjuk, 1979 - Distribuzione: Ucraina
- Rhinanthus wagneri Degen, 1894 - Distribuzione: Penisola Balcanica (settentrionale)

### Sinonimi
L'entità di questa voce ha avuto nel tempo diverse nomenclature. L'elenco seguente indica alcuni tra i sinonimi più frequenti:
- Alectorolophus Zinn
- Fistularia Kuntze

## Usi
Raramente queste piante sono utilizzata nel giardinaggio. Alcune specie sono invece considerate piante infestanti (da eliminare nelle zone a pascolo) in quanto parassita di quelle specie altrimenti utili come foraggio. Sono definite piante “emiparassite” (o falso parassitismo in quanto principalmente si limitano a ostacolare lo sviluppo di altre piante utili). Gli animali da pascolo le evitano in quanto possono essere leggermente velenose: i semi contengono una sostanza tossica chiamata "aucubina".
Altre specie sono utilizzate (ma non frequentemente) come coloranti del cuoio (colore grigio-cenere) o della lana (giallo-vivo) o della seta (giallo-limone). Mentre una sostanza sempre ricavata da queste piante (rinantina , insieme ad un'altra sostanza : aucubina) serve da insetticida.